# Brasil en los Juegos Olímpicos de Nagano 1998
Brasil estuvo representado en los Juegos Olímpicos de Nagano 1998 por un deportista masculino que compitió en esquí alpino.
El portador de la bandera en la ceremonia de apertura fue el esquiador alpino Marcelo Apovian. El equipo olímpico brasileño no obtuvo ninguna medalla en estos Juegos.